# Acianthera litensis
Acianthera litensis é  uma espécie de orquídea (Orchidaceae) que existe no Equador, antigamente subordinada ao gênero Pleurothallis.

## Publicação e sinônimos
- Acianthera litensis (Luer & Hirtz) Luer, Monogr. Syst. Bot. Missouri Bot. Gard. 95: 254 (2004).

Sinônimos homotípicos:
- Pleurothallis litensis Luer & Hirtz, Revista Soc. Boliv. Bot. 3: 52 (2001).